# Elecciones municipales de Lavalle de 2023
Las elecciones en el departamento de Lavalle de 2023 tuvieron lugar el 3 de septiembre de dicho año, desdoblándose de las elecciones provinciales. En dicha elección se eligieron intendente municipal y la mitad de los concejales.
Las candidaturas oficiales se definieron en las elecciones primarias, abiertas, simultáneas y obligatorias (PASO) que tuvieron lugar el 30 de abril.

## Candidaturas

### Declaradas
- Lorena Bustos (Partido Obrero).[1]
- Cristian Ceballos (Partido Verde).[1]
- Nelzon Escudero (Unión Cívica Radical).[1]
- Edgardo González (Partido Justicialista).[1]
- Leticia Katzer (Partido Justicialista).[1][2]
- Esteban Rodríguez (PTS-MST).[1]
- Betina Torrecilla (Partido Libertario).[1]
- Gerardo Vaquer (Partido Justicialista).[1][2]
- Lucas Luppo (Unión Cívica Radical).[1]

## Resultados

### Elecciones primarias
Las elecciones primarias, abiertas, simultáneas y obligatorias (PASO) tuvieron lugar el 30 de abril de 2023. Se presentaron nueve precandidatos a la intendencia por cinco espacios políticos distintos. Para pasar a la elección general, es requisito sacar más del 3% de los votos, además de ganar la interna del partido al que se representa.
|  | 57,17 % |

|  | 74,70 % |

|  | 40,96 % |

|  | 1,87 % |

|  | 83,38 % |

|  | 17,73 % |

|  | 16,62 % |

|  | 4,39 % |

|  | 66,20 % |

|  | 1,67 % |

|  | 33,80 % |

|  | 1,50 % |

|  | 90,74 % |

|  | 2,41 % |

|  | 4,85 % |

|  | 2,01 % |

|  | 65,33 % |

|  | 100 % |

|  | 100 % |

### Elecciones generales

#### Intendente
|  | 56,95 % |

|  | 27,35 % |

|  | 11,14 % |

|  | 95,43 % |

|  | 1,65 % |

|  | 2,70 % |

|  | 00,21 % |

|  | 64,67 % |

|  | 100 % |